# Stearibia nigriceps
Stearibia nigriceps is een vliegensoort uit de familie van de Piophilidae. De wetenschappelijke naam van de soort is voor het eerst geldig gepubliceerd in 1826 door Meigen.